# شبه نفضية

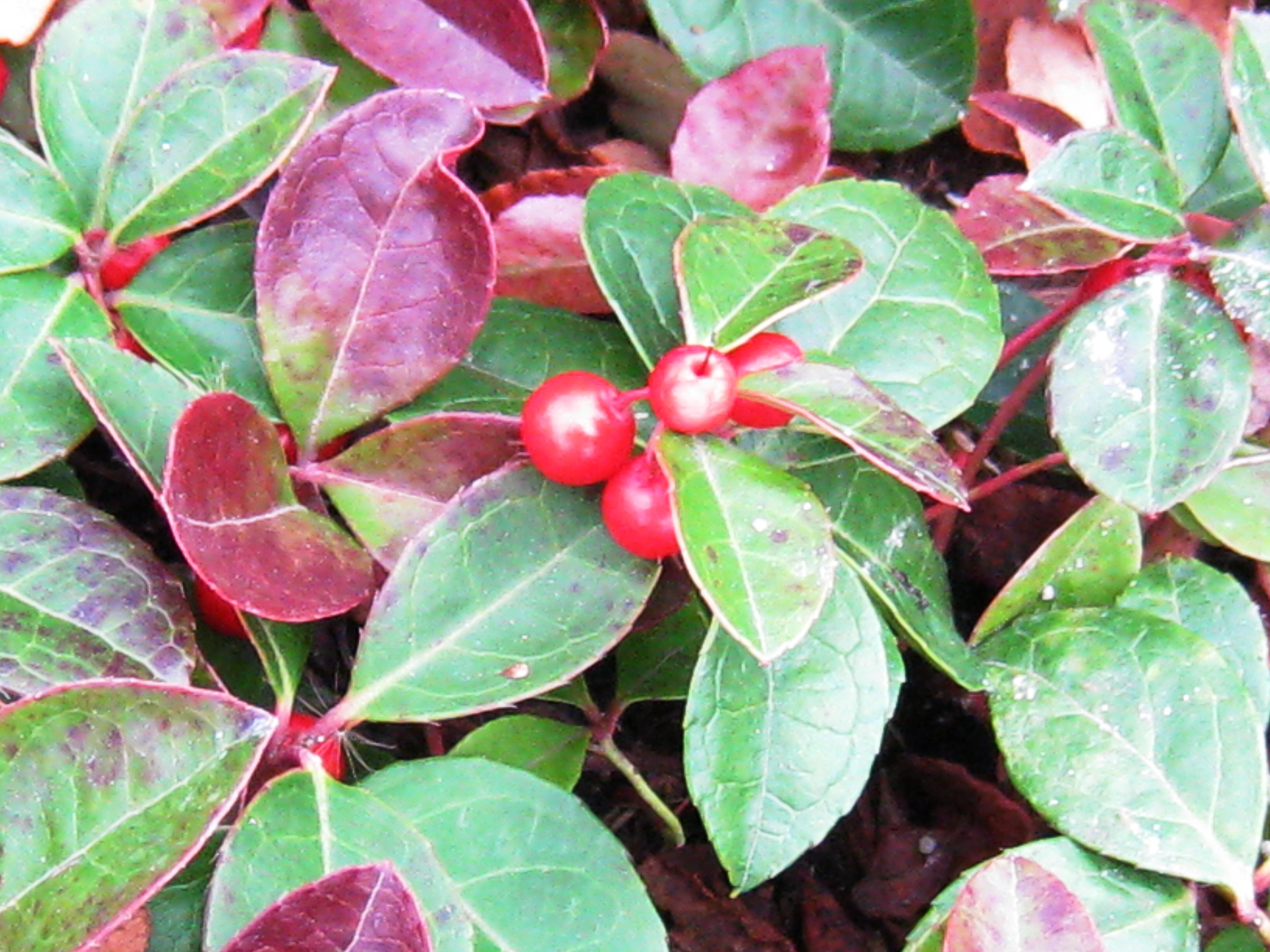

شبه النفضية هو مصطلح نباتي يشير إلى النباتات التي فقدت أوراقها الشجرية لفترة قصيرة جدًا من الوقت، وهو الوقت الذي تسقط فيه أوراقها القديمة وتبدأ أوراقها الجديدة في النمو. تحدث هذه الظاهرة في أنواع النباتات الاستوائية وشبه الاستوائية الخشبية، ويتضح ذلك، على سبيل المثال، في نبات ميموزا بيميوكراناتا (Mimosa bimucronata). كما يمكن أن يشير مصطلح النباتات شبه النفضية إلى بعض الأشجار أو الشجيرات أو النباتات التي عادةً ما تفقد جزءًا من أوراقها الشجرية فقط في الخريف/أو الشتاء أو أثناء موسم الجفاف، ولكنها تفقد أوراقها بالكامل بطريقة مشابهة للنباتات النَفضِية في فصول الخريف/الشتاء شديدة البرودة أو مواسم الجفاف الشديد (القحط).